# Metropolitan Borough of Knowsley
Knowsley ist ein Metropolitan Borough im Metropolitan County Merseyside in England. Verwaltungssitz ist die Stadt Huyton. Zum Borough, der nach dem Dorf Knowsley benannt ist, gehören außerdem die Orte Halewood, Kirkby, Prescot und Whiston. Das Gebiet grenzt direkt an Liverpool. Es besteht eine Städtepartnerschaft mit Moers in Deutschland.
Die Reorganisation der Grenzen und der Kompetenzen der lokalen Behörden führte 1974 zur Bildung des Metropolitan Borough. Fusioniert wurden dabei die Urban Districts von Huyton with Roby, Kirkby und Prescot, der größte Teil des Whiston Rural District sowie ein kleiner Teil des West Lancashire Rural District. Diese Gebietskörperschaften gehörten zuvor zur Grafschaft Lancashire.
1986 wurde Knowsley faktisch eine Unitary Authority, als die Zentralregierung die übergeordnete Verwaltung der Grafschaft auflöste. Knowsley blieb für zeremonielle Zwecke Teil von Merseyside, wie auch für einzelne übergeordnete Aufgaben wie Polizei, Feuerwehr und öffentlicher Verkehr.
Halewood ist ein Standort der Automobilindustrie mit Produktionsstätten von Tata Motors für Modelle ihrer Tochtermarke Land Rover sowie des Getriebeherstellers Getrag. In Knowsley befindet sich der Knowsley Safari Park.